# 7100 Martin Luther
7100 Martin Luther è un asteroide della fascia principale. Scoperto nel 1973, presenta un'orbita caratterizzata da un semiasse maggiore pari a 2,8663799 UA e da un'eccentricità di 0,0871344, inclinata di 1,26442° rispetto all'eclittica.
L'asteroide è dedicato al teologo tedesco Martin Lutero.